# Ковзанярський спорт на зимових Олімпійських іграх 2022 — командні перегони переслідування (жінки)
Змагання з ковзанярського спорту в командних перегонах переслідування серед жінок на зимових Олімпійських іграх 2022 відбулися 8 лютого (півфінали) і 11 лютого (фінал) на Національному ковзанярському стадіоні в Пекіні (Китай).
Чинними олімпійськими чемпіонками і світовими рекордсменками були представниці збірної Японії. Нідерланди та США на Іграх-2018 здобули, відповідно, срібну та бронзову медалі. Нідерланди виграли Чемпіонат світу на окремих дистанціях 2021 року в командних перегонах переслідування, Канада була другою, а Росія посіла 3-тє місце. Однак, Японія і США не взяли участі в тому чемпіонаті. Канада очолювала залік Кубка світу 2021–2022 після трьох змагань, що відбулися перед Олімпійськими іграми. За нею розмістилися Японія та Нідерланди.

## Рекорди
Перед цими змаганнями світовий і олімпійський рекорди були такими.
| Світовий рекорд     | Нана Такаґі Аяно Сато Міхо Такаґі              | 2:50.76 | Солт-Лейк-Сіті (США)    | 14 лютого 2020 |
| Олімпійський рекорд | Японія · Міхо Такаґі · Аяно Сато · Нана Такаґі | 2:53.89 | Каннин (Південна Корея) | 19 лютого 2018 |

## Результати

### Чвертьфінали
Чвертьфінали відбулися 12 лютого о 16:00 за місцевим часом.
| Місце | Заїзд | SP | Країна                                                                                 | Час     | Відставання | Нотатки        |
| ----- | ----- | -- | -------------------------------------------------------------------------------------- | ------- | ----------- | -------------- |
| 1     | 1     | C  | Японія · Аяно Сато · Міхо Такаґі · Нана Такаґі                                         | 2:53.61 |             | OR, Півфінал 1 |
| 2     | 3     | F  | Канада · Івані Блонден · Валері Мальте · Ізабель Вайдеман                              | 2:53.97 | +0.36       | Півфінал 2     |
| 3     | 2     | F  | Нідерланди · Антуанетте де Йонг · Ірене Схаутен · Ірен Вюст                            | 2:57.26 | +3.65       | Півфінал 2     |
| 4     | 4     | F  | Олімпійський комітет Росії · Єлизавета Голубєва · Євгенія Лаленкова · Наталія Вороніна | 2:57.66 | +4.05       | Півфінал 1     |
| 5     | 1     | F  | Китай · Ахенаер Адаке · Хань Мей · Лі Ціши                                             | 3:00.58 | +6.97       | Фінал C        |
| 6     | 2     | C  | Норвегія · Маріт Ф'єлланґер Бем · Софіе Кароліне Геуґен · Раґне Віклунд                | 3:01.84 | +8.23       | Фінал C        |
| 7     | 4     | C  | Польща · Кароліна Босек · Наталія Червонка · Магдалена Чищонь                          | 3:01.92 | +8.31       | Фінал D        |
| 8     | 3     | C  | Білорусь · Катерина Слоєва · Євгенія Воробйова · Марина Зуєва                          | 3:02.00 | +8.39       | Фінал D        |

### Півфінали
| Місце      | SP | Країна                                                                                 | Час     | Відставання | Нотатки |
| ---------- | -- | -------------------------------------------------------------------------------------- | ------- | ----------- | ------- |
| Півфінал 1 |    |                                                                                        |         |             |         |
| 1          | F  | Японія · Аяно Сато · Міхо Такаґі · Нана Такаґі                                         | 2:58.93 | –           | Фінал A |
| 2          | C  | Олімпійський комітет Росії · Єлизавета Голубєва · Євгенія Лаленкова · Наталія Вороніна | 3:05.92 | +6.99       | Фінал B |
| Півфінал 2 |    |                                                                                        |         |             |         |
| 1          | F  | Канада · Івані Блонден · Валері Мальте · Ізабель Вайдеман                              | 2:54.97 | –           | Фінал A |
| 2          | C  | Нідерланди · Антуанетте де Йонг · Ірене Схаутен · Ірен Вюст                            | 2:55.93 | +0.96       | Фінал B |

### Фінали
| Місце   | SP | Країна                                                                                 | Час     | Відставання | Нотатки |
| ------- | -- | -------------------------------------------------------------------------------------- | ------- | ----------- | ------- |
| Фінал A |    |                                                                                        |         |             |         |
| 1       |    | Канада · Івані Блонден · Валері Мальте · Ізабель Вайдеман                              | 2:53.44 | –           | OR      |
| 2       |    | Японія · Аяно Сато · Міхо Такаґі · Нана Такаґі                                         | 3:04.47 | +11.03      |         |
| Фінал B |    |                                                                                        |         |             |         |
| 3       | F  | Нідерланди · Марейке Ґруневауд · Ірене Схаутен · Ірен Вюст                             | 2:56.86 | –           |         |
| 4       | C  | Олімпійський комітет Росії · Єлизавета Голубєва · Євгенія Лаленкова · Наталія Вороніна | 2:58.66 | +1.80       |         |
| Фінал C |    |                                                                                        |         |             |         |
| 5       | C  | Китай · Ахенаер Адаке · Хань Мей · Лі Ціши                                             | 2:58.33 | –           |         |
| 6       | F  | Норвегія · Маріт Ф'єлланґер Бем · Софіе Кароліне Геуґен · Раґне Віклунд                | 3:02.15 | +3.82       |         |
| Фінал D |    |                                                                                        |         |             |         |
| 7       | C  | Білорусь · Катерина Слоєва · Євгенія Воробйова · Марина Зуєва                          | 3:01.19 | –           |         |
| 8       | F  | Польща · Кароліна Босек · Наталія Червонка · Магдалена Чищонь                          | 3:03.19 | +2.01       |         |